# 巴韦县
巴韦县一译波威县、吗咩县，是柬埔寨马德望省下辖的一个县。
据1998年人口普查，此县共有79,035人。
在柬越战争时期，这里是越南人民军与红色高棉民主柬埔寨国民军的重要争夺地。